# シェパード音楽学校
シェパード音楽学校（-おんがくがっこう、Shepherd School of Music）はアメリカ合衆国の音楽学校である。1974年に設立された若い学校でありながら、ジュリアード音楽院やイーストマン音楽学校と並ぶ全米屈指の音楽機関とされる。テキサス州ヒューストンに位置し、ライス大学の附設機関として学部教育、大学院教育を行っている。

## 沿革
- 1974年、アメリカ合衆国の作曲家・指揮者サミュエル・ジョーンズ（Samuel Jones）によって創立される。